# Il Popolo d'Italia
Il Popolo d'Italia («El poble d'Itàlia») va ser un diari italià, que es va editar a Milà entre 1914 i 1943. Fundat per Benito Mussolini, durant el règim feixista va esdevenir una de les principals publicacions d'Itàlia i va servir com a òrgan d'expressió personal del dictador. El juliol de 1943 la publicació va parar.

## Història
El diari va ser fundat al novembre de 1914, a Milà, pel polític i sindicalista Benito Mussolini.
Mussolini, que havia estat director d'Avanti! —òrgan oficial del Partit Socialista italià—, s'havia mostrat partidari de l'entrada d'Itàlia a la Primera Guerra Mundial i després de quedar en minoria al si del Partit Socialista va resoldre abandonar la direcció d'Avanti! Després d'això va decidir fundar un nou diari, Il Popolo d'Itàlia del qual el primer número va sortir al carrer el 15 de novembre de 1914. La nova publicació va estar finançada pel govern francès, els grans industrials italians i per empreses com Fiat. No va trigar a adoptar una línia editorial obertament partidària d'entrar en la guerra, pressionant directament al propi govern italià.
Des de 1922 el diari, que ja havia adoptat una línia editorial netament feixista, va esdevenir el portaveu oficial de règim feixista.
El 1922, quan Mussolini va abandonar la direcció del diari, deixaria aquesta a càrrec del seu germà petit Arnaldo. Quan aquest mori el 1931 el dictador va disposar que fos el fill d'Arnaldo, Vito, el nou director del diari —que mantindria el càrrec durant els següents anys—. Entre 1936 i 1943 Giorgio Pini va dirigir el diari.
El diari va deixar de parèixer el 25 de juliol de 1943, coincidint amb la caiguda del règim. Un grup de manifestants va arribar a apedregar la seu de la publicació. No tornaria a editar després de la instauració de la República Social Italiana per decisió del propi Mussolini. El novembre de 1944 la maquinària i les instal·lacions d'Il Popolo d'Itàlia van ser venudes a l'industrial milanès Gian Riccardo Cella per setanta-cinc milions de lires. La destinació dels arxius del diari, però, encara és un misteri.

## Col·laboradors
| - Michele Bianchi - Nicola Bonservizi - Filippo Corridoni - Lido Caiani - Giovanni Capodivacca - Alceste de Ambris - Ottavio Dinale - Giacomo di Belsito | - Luigi Freddi - Mario Girardon - Manlio Morgagni - Ugo Marchetti - Angelo Oliviero Olivetti - Piero Parini - Massimo Rocca - Arturo Rossato | - Maria Rygier - Margherita Sarfatti - Gaetano Serrani - Scipio Slataper - Luigi Somazzi - Roberto Suster - Giuseppe Ungaretti |